# Trebichava
Trebichava est un village de Slovaquie situé dans la région de Trenčín.

## Histoire
Première mention écrite du village en 1364.

## Démographie

### Évolution de la population
| Année:               | 1994. | 2004.    | 2014.   | 2024.   |
| -------------------- | ----- | -------- | ------- | ------- |
| Nombre de personnes: | 65    | 38       | 39      | 36      |
| Différence:          |       | -41,53 % | +2,63 % | -7,69 % |

| Année:               | 2023. | 2024. |
| -------------------- | ----- | ----- |
| Nombre de personnes: | 36    | 36    |
| Différence:          |       | +0 %  |